# Ronnie Radke
Ronald Joseph "Ronnie" Radke, född 15 december 1983 i Las Vegas, är en amerikansk musiker, sångare, låtskrivare, rappare och musikproducent. Mellan 2004 och 2008 var han sångare i post-hardcore/screamogruppen Escape the Fate. Sedan 2011 är han sångare i post-hardcore/alternativ rockbandet Falling in Reverse.
Radke har även gjort egna låtar och låtar tillsammans med andra artister, däribland tillsammans med Aron Erlichman, före detta medlem i Hollywood Undead och som soloartist känd som Deuce. Låten heter "Nobody Likes Me" och finns på Deuces album Nine Lives.

## Biografi
Ronnie Radke föddes i Las Vegas. Under hela sin uppväxt levde Radke fattigt. Hans mor lämnade hemmet redan när han var barn och lämnade honom och hans bror att växa upp med fadern. Radke träffade senare i ungdomen sin mor igen men hon var då drogberoende. Han upplevde sin skolgång som problematisk då han bland annat blev mobbad på grund av sin klädstil. Han hoppade av high school två gånger.
Under high school-tiden sysselsatte sig Radke mycket med musik och han formade flera band under denna tid, bland annat ett band kallat Lefty tillsammans med Robert Ortiz (trummis i Escape The Fate). Det var under en spelning i high school med detta band som Radke träffade Max Green (före detta basist i Escape The Fate). Green plockade upp en mikrofon åt Radke som Radke hade tappat. Kort därefter bildade Radke och Green tillsammans med gitarristen Monte Money, bandet Escape The Fate, med Radke som sångare. Ortiz blev också medlem i bandet, liksom Omar Espinosa.

### Escape the Fate
Radke var 21 år när bandet Escape The Fate bildades, 2004. Bandet släppte sin debut-EP There's No Sympathy for the Dead 2006. Samma år släppte de även sitt första fullängdsalbum, Dying is Your Latest Fashion.

### Fängelsestraff
År 2006 var Radke inblandad i ett bråk i Las Vegas som resulterade i dödsskjutningen av 18-årige Michael Cook. Radke var inte skyldig till dödsskjutningen men åtalades för misshandel. Detta åtal tillsammans med sångarens tidigare svåra narkotikaproblem ledde till fem års villkorlig dom med övervakning. På grund av att Radke misslyckades med att rapportera till sin övervakare greps han i juni 2008 och dömdes till två års fängelse. Radke ombads efter detta av de andra medlemmarna i bandet att lämna Escape the Fate. Han ersattes med Craig Mabbitt, före detta sångaren i Blessthefall.
Under tiden i fängelset formade Radke ett nytt band som från början kallades From Behind These Walls, men namnet ändrades till Falling in Reverse på grund av en upphovsrättsfråga. Radke ska ha skrivit runt 150 låtar till bandet under tiden han satt i fängelse. Han frisläpptes den 12 december 2010.

### Falling in Reverse
Sedan 2011 är Radke sångare i bandet Falling in Reverse. Deras debutalbum The Drug in Me Is You släpptes 2011. Deras andra studioalbum, Fashionably Late, släpptes 2013 och deras tredje, Just Like You, 2015.